# Sarah Duhamel
Pour les articles homonymes, voir Duhamel.

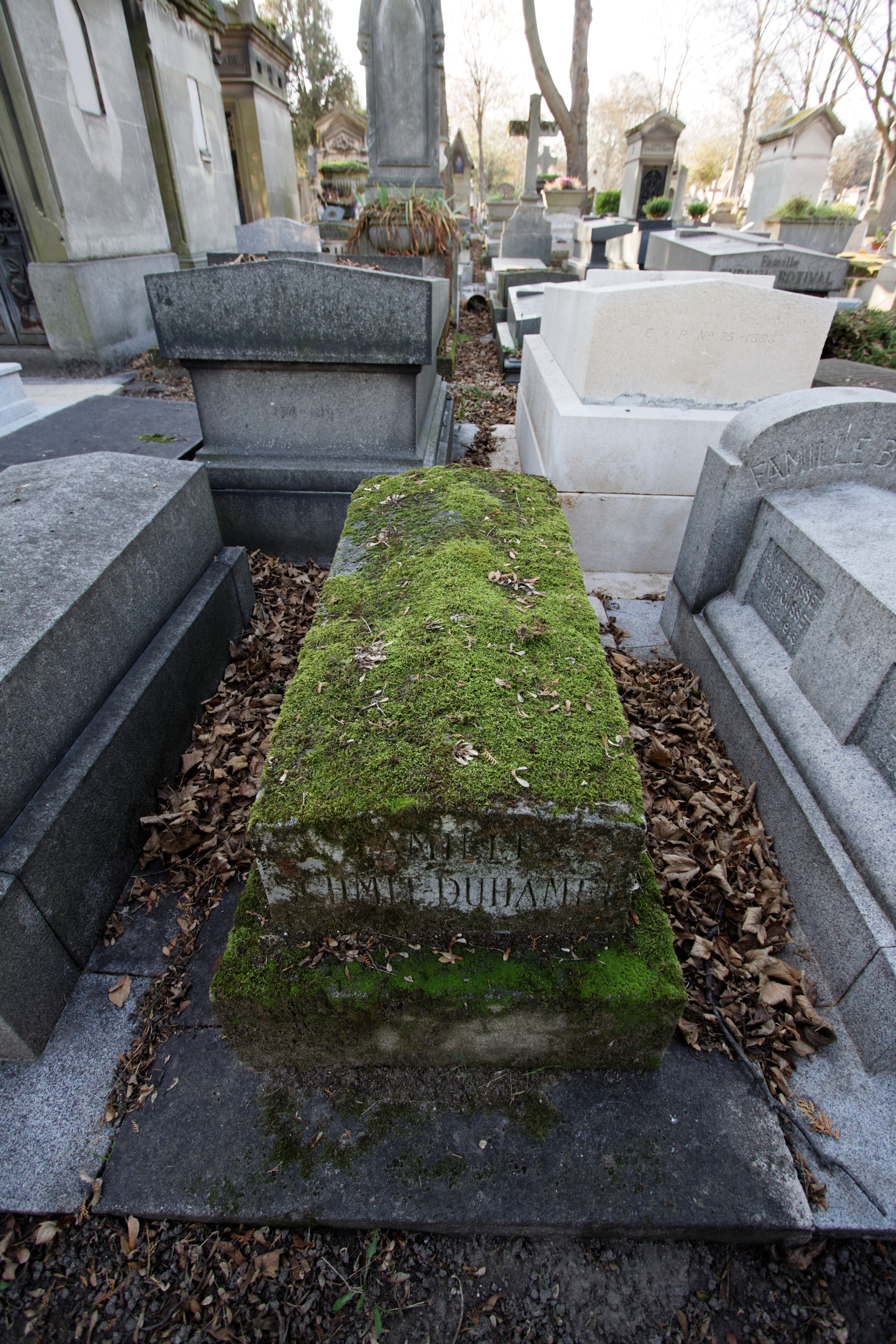
Tombe Schmit-Duhamel au cimetière du Père-Lachaise (division 90).

Sarah Duhamel, née à Rouen le 21 mars 1873 et morte le 15 avril 1926 à l'Hôpital Lariboisière dans le 10e arrondissement de Paris, est une artiste lyrique et une actrice française.

## Biographie
Fille d'un acteur de théâtre et d'une chanteuse d'opérette, Sarah Duhamel débuta sur scène dès l'âge de 3 ans. À l'affiche de divers théâtres parisiens à partir de 1889 (Théâtre Libre, Gymnase, Odéon, Folies-Dramatiques, Menus-Plaisirs), elle débute à l'Eldorado en 1893 comme chanteuse puis entame une tournée en Italie et dans le Midi de la France qui durera deux ans. De retour à Paris en 1895, elle se produit dans diverses revues de cafés-concerts avant d'être engagée en 1910 par le réalisateur Romeo Bosetti chez Pathé frères où elle va interpréter essentiellement les rôles-titres des séries comiques Rosalie et Pétronille jusqu'en 1916. À cette date, Romeo Bosetti, blessé de guerre, abandonne le cinéma. Après la guerre, la carrière de Sarah Duhamel se fera plus discrète tant au théâtre qu'au cinéma.
Décédée à l'âge de 53 ans, ses cendres ont été déposées le 19 avril 1926 au Cimetière du Père-Lachaise (90e division) de Paris aux côtés de son mari, l'acteur et auteur dramatique Édouard Schmit dit Darmaine (1884-1972) avec lequel elle s'était mariée en 1915, et de sa sœur Louise Jeanne Bibiane  Duhamel (1870-1910), chanteuse d'opérette connue sous le nom de Biana Duhamel.

## Carrière au cinéma
Série Rosalie
- 1911 : Little Moritz enlève Rosalie d'Henri Gambart, scénario de Romeo Bosetti
- 1911 : Rosalie et Léontine vont au théâtre de Romeo Bosetti
- 1911 ; Rosalie a trouvé du travail de Romeo Bosetti
- 1911 : Le jour de l'an de Rosalie [réalisateur anonyme : Romeo Bosetti ?]
- 1911 : La Mitrailleuse [réalisateur anonyme : Romeo Bosetti ?]
- 1911 : Domestiques bon teint [réalisateur anonyme : Romeo Bosetti ?]
- 1911 : Rosalie et son phonographe de Romeo Bosetti
- 1912 : Je ne veux plus de cuisinière [réalisateur anonyme : Romeo Bosetti ?]
- 1912 : Les Araignées de Rosalie [réalisateur anonyme : Romeo Bosetti ?]
- 1912 : C'est la faute à Rosalie [réalisateur anonyme : Romeo Bosetti ?]

Série Pétronille
(Série attribuée au réalisateur Roméo Bosetti par l'historien du cinéma Jean Mitry).
- 1911 : Little Moritz et le papillon
- 1912 : Pétronille gagne le grand steeple
- 1913 : Pétronille à la caserne
- 1913 : Pétronille cherche une situation
- 1913 : Le Singe de Pétronille
- 1913 : Gavroche au pensionnat de Pétronille
- 1913 : Gavroche et Pétronille visitent Berlin
- 1913 : Gavroche et Pétronille visitent Londres
- 1913 : Pour gagner le million
- 1913 : Casimir et Pétronille font bon ménage
- 1913 : Casimir et Pétronille font de l'auto
- 1913 : Casimir et Pétronille font un héritage
- 1914 : Casimir et Pétronille n'ont pas vu les souverains
- 1914 : Casimir fait de l'entrainement
- 1914 : Casimir, Pétronille et l'Entente cordiale
- 1914 : Casimir tangue
- 1914 : La Vengeance de Casimir
- 1914 : Le Désespoir de Pétronille
- 1914 : Pétronille porteuse de pain
- 1914 : Pétronille suffragette
- 1914 : La Ruse de Pétronille
- 1916 : Casimir et Pétronille au bal de l'ambassade

Autres rôles
- 1912 : Un drame passionnel [réalisateur anonyme]
- 1916 : C'est pour les orphelins ! de Louis Feuillade
- 1922 : Les Mystères de Paris de Charles Burguet : Mme Pipelet

## Carrière au théâtre
- 1889 : Monsieur Alphonse, pièce en 3 actes d'Alexandre Dumas fils, au théâtre du Gymnase (7 février) : Adrienne
- 1892 : Article de Paris, opérette en 3 actes, livret de Maxime Boucheron, musique d'Edmond Audran, au théâtre des Menus-Plaisirs (17 mars)[9]
- 1892 : La Petite Pologne, drame en 5 actes de Lambert Thiboust et Ernest Blum, au théâtre des Batignolles (août) : Fauvette
- 1892 : Les Mouchards, drame en 5 actes et 9 tableaux de Jules Moinaux et Paul Parfait, au théâtre Montmartre (septembre) : Andrée
- 1892 : La Lune à Paris, revue en 3 actes et 5 tableaux de Jules Oudot et Léon Nunès, musique de Léon Schlésinger[10], aux Folies-Parisiennes, (1er novembre) : Miss Helyett
- 1895 : Les Contes de Piron, opérette de Gaston Habrekorn et Marc, musique de Célestin Contrône, au Divan japonais (4 octobre) : Suzanne
- 1895 : Paris-Sensuel, revue en 2 actes de Léon Némo[11] et A. Bural, au Divan japonais (24 décembre) : la commère
- 1896 : Les Bibelots du diable, féerie-vaudeville en 3 actes et 16 tableaux de Théodore Cogniard et Clairville, aux Folies-Bergère de Rouen (septembre) : Risette[12]
- 1896 : Les Deux rosses, parodie en 1 acte et 3 tableaux du drame de Pierre Decourcelle[13] par Paul Briollet et Jacques Yvel, musique d'Émile Duhem et Émile Cambillard, au Fantaisies-Saint-Martin (décembre)
- 1896 : La Petite goualeuse, parodie en 1 acte et 3 tableaux du drame de Gaston Marot et Alévy[14] par Valérien Tranel et Ryvez[15], à l'Eldorado (22 mai) : la petite goualeuse
- 1902 : La Demoiselle de chez Maxim's, parodie du vaudeville de Georges Feydeau par Gardel-Hervé, à Ba-Ta-Clan (24 août) : la môme Grenouille
- 1903 : Josiane !, pièce en 3 actes de Valérien Tranel et Eugène Joullot, à Ba-Ta-Clan (juin) : Josiane
- 1908 : Cartes transparentes, bouffonnerie en 1 acte de Jules Moy, à la Folie-Pigalle, (6 mars)
- 1908 : Une nuit tragique au pays du Czar, un acte héroï-tragique de Montéhus, au Pilori-Montéhus (avril) : l'héroïne
- 1910 : Pige-moi ça !, revue en 2 actes et 12 tableaux de Cinq-Mars, musique de Charles Pillon, au Concert de l'Européen (12 mars) : la femme au cadenas
- 1910 : La Conscrite, vaudeville militaire en 3 actes de Raoul Hugo, aux Folies-Framatiques (juillet) : la colonelle
- 1922 : Madame Cantharide, opérette en 2 actes et 7 tableaux de Louis Lemarchand et Fernand Rouvray, aux Bouffes-du-Nord (1er septembre)